# Dieter Hanitzsch

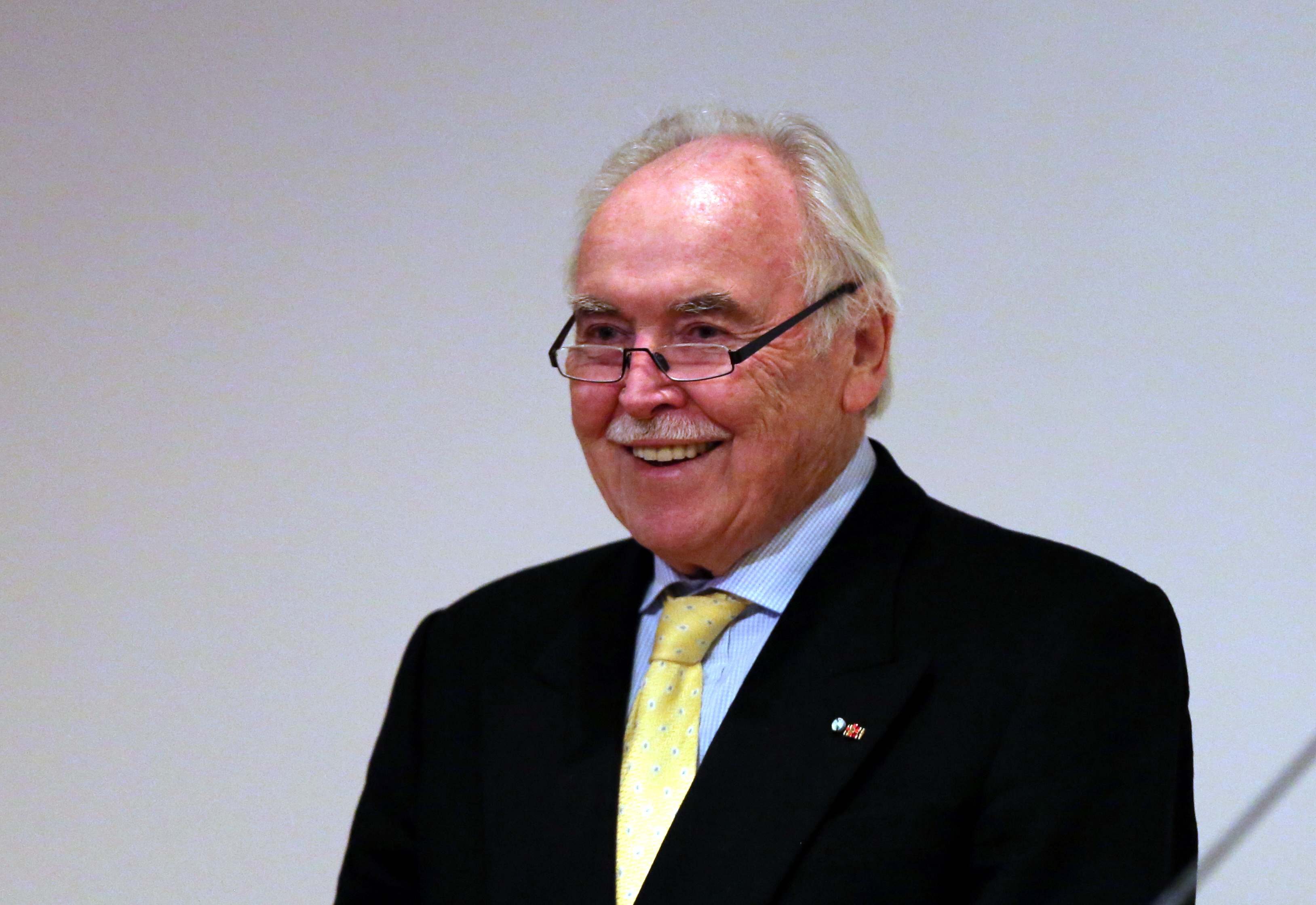
Dieter Hanitzsch, 2019

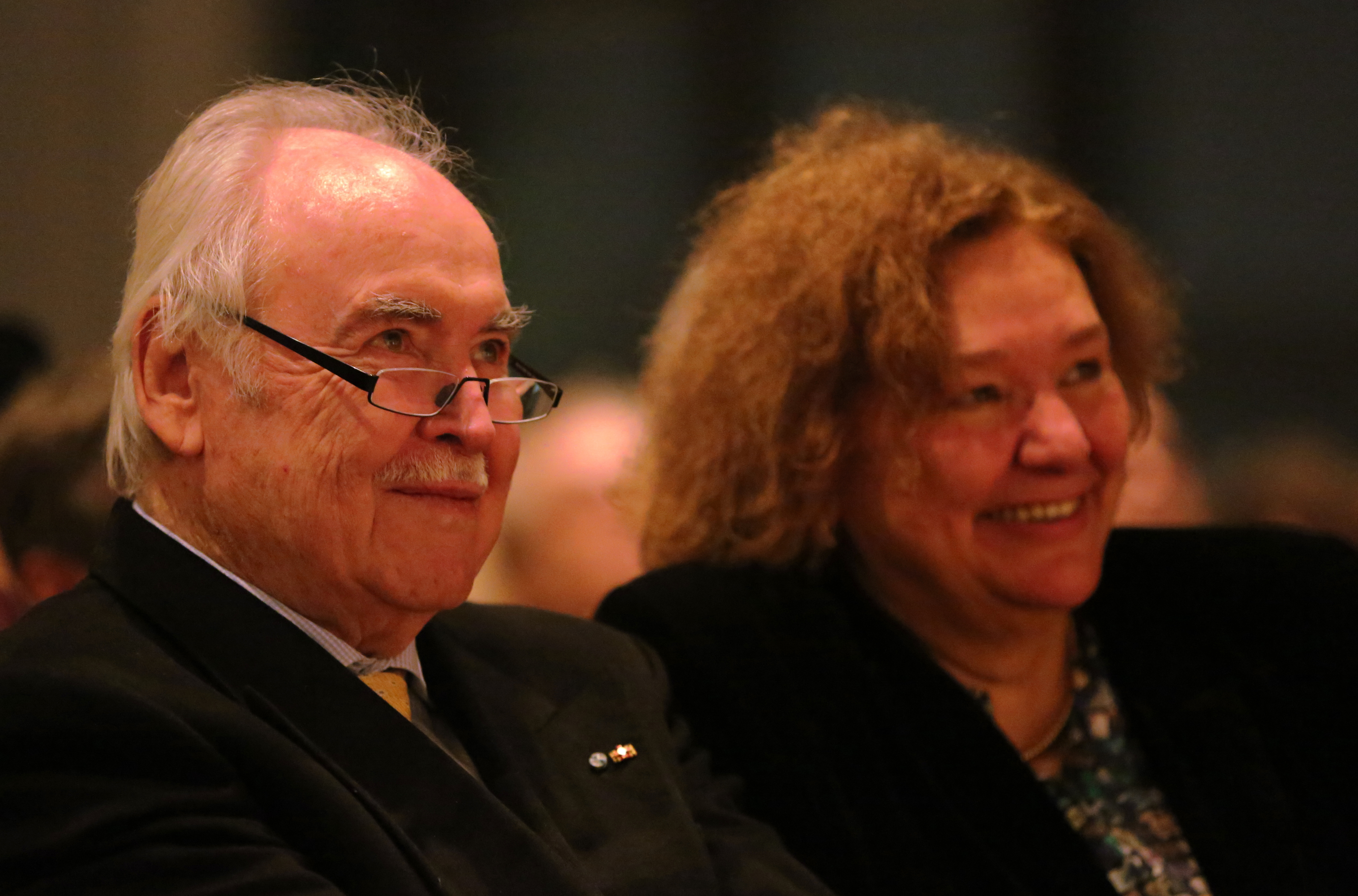
Dieter und Mercedes Hanitzsch, 2019

Dieter Hanitzsch (* 14. Mai 1933 in Schönlinde, Tschechoslowakei) ist ein deutscher Karikaturist, Journalist und Buchautor.

## Leben
Hanitzsch ist gelernter Brauer und Mälzer und studierte Brauwesen in Weihenstephan (Technische Universität München) mit dem Abschluss Brauerei-Ingenieur und anschließend Betriebswirtschaftslehre an der Ludwig-Maximilians-Universität München mit dem Abschluss Diplomkaufmann. Nach dem Studium arbeitete er zunächst als Werbeleiter der Münchner Brauerei Paulaner, für die er 1964 den Slogan „Gut, besser, Paulaner“ erfand.
Von 1964 bis 1985 war er für das Bayerische Fernsehen als Wirtschaftsjournalist tätig. Nebenbei begann er Karikaturen zu zeichnen, unter anderem für die Süddeutsche Zeitung, die Münchner Abendzeitung sowie ab 1980 bis zu deren Einstellung 1992 regelmäßig für die Illustrierte Quick.
1985 machte Hanitzsch die Tätigkeit des Karikaturisten zum Hauptberuf. Hauptsächlich wurden seine Zeichnungen in der Abendzeitung und der Süddeutschen Zeitung gedruckt, des Weiteren im Bonner General-Anzeiger, in der Berliner Morgenpost sowie im Focus. Für die ARD war er von 1990 bis 1994 als Zeichner der Kindersendung Floris Zapp Zarapp tätig. Für die Freizeit Revue zeichnete er in den 1980er Jahren die Comic-Reihe Patrick, Sheriff der Tiere.
Hanitzsch zeichnet insbesondere Karikaturen zur bayerischen Landespolitik sowie zur Bundespolitik. Seine Werke wurden in über 50 Büchern veröffentlicht und mehrfach ausgestellt. Seine Bücher über Franz Josef Strauß wurden zu Bestsellern.
Hanitzsch illustrierte alle Bücher von Dieter Hildebrandt und schuf zusammen mit Herbert Riehl-Heyse von der Süddeutschen Zeitung die Figur „Der große Max“, die er von Beginn an zeichnet und seit dem Tod Riehl-Heyses 2003 auch textet. Von 2007 bis 2018 war Hanitzsch Stammgast in der Fernsehsendung Der Sonntags-Stammtisch des Bayerischen Fernsehens.
Hanitzsch selbst bezeichnet sich als Journalisten, der zeichnet, anstatt zu schreiben. Bei der Verleihung des Bundesverdienstkreuzes 1. Klasse im Jahr 2014 stellte Bundespräsident Joachim Gauck fest, es sei Hanitzsch besonders zu verdanken, „dass die Kunstform der Karikatur wesentlich zur demokratischen Kultur in der Bundesrepublik Deutschland“ gehöre. Er habe, so Gauck, „der Karikatur eine wichtige politische Funktion als kritisches Element verliehen“. Dies unterstreicht die Verleihung des „Jubiläums-Ehrenpreises des Bayerischen Kabarettpreises 2018“ durch das Bayerische Fernsehen. Zur Begründung führt die Jury an: „Als Meister der Pointierung gelingt es Dieter Hanitzsch nicht nur, die Abgründe der Bundes- und Landespolitik intelligent und scharfsinnig zu kommentieren, sondern gleichzeitig die Schwere der gewonnenen Erkenntnis mittels Humor und Leichtigkeit in Lebensfreude zu wandeln.“
Im Mai 2018 geriet Hanitzsch wegen einer als antisemitisch gedeuteten Karikatur des israelischen Ministerpräsidenten Benjamin Netanjahu in der Süddeutschen Zeitung in die Kritik. Als antisemitisch eingeordnet wurde die Karikatur unter anderem von Samuel Salzborn, vom Antisemitismusbeauftragten der Bundesregierung, Felix Klein, und vom Historiker Michael Wolffsohn. Der Antisemitismusforscher Wolfgang Benz äußerte hingegen, er könne keinen Antisemitismus erkennen: „Ich sehe nicht die üblichen Klischees, die man zur Sichtbarmachung des Ressentiments benutzt.“ Hanitzsch selbst verneinte eine antisemitische Absicht und erklärte gegenüber der Jüdischen Allgemeinen, mit der Karikatur lediglich die Politik Netanjahus kritisieren zu wollen. Die Chefredaktion der Süddeutschen Zeitung (SZ) bat für die Veröffentlichung der Karikatur um Entschuldigung und beendete kurz darauf die Zusammenarbeit mit Hanitzsch. Hanitzsch arbeitet seit Juni 2018 für die Münchner Abendzeitung.
Ein Konvolut seiner Arbeiten befindet sich bei der Stiftung Haus der Geschichte der Bundesrepublik Deutschland.

## Auszeichnungen (Auswahl)
- 1984: Schwabinger Kunstpreis

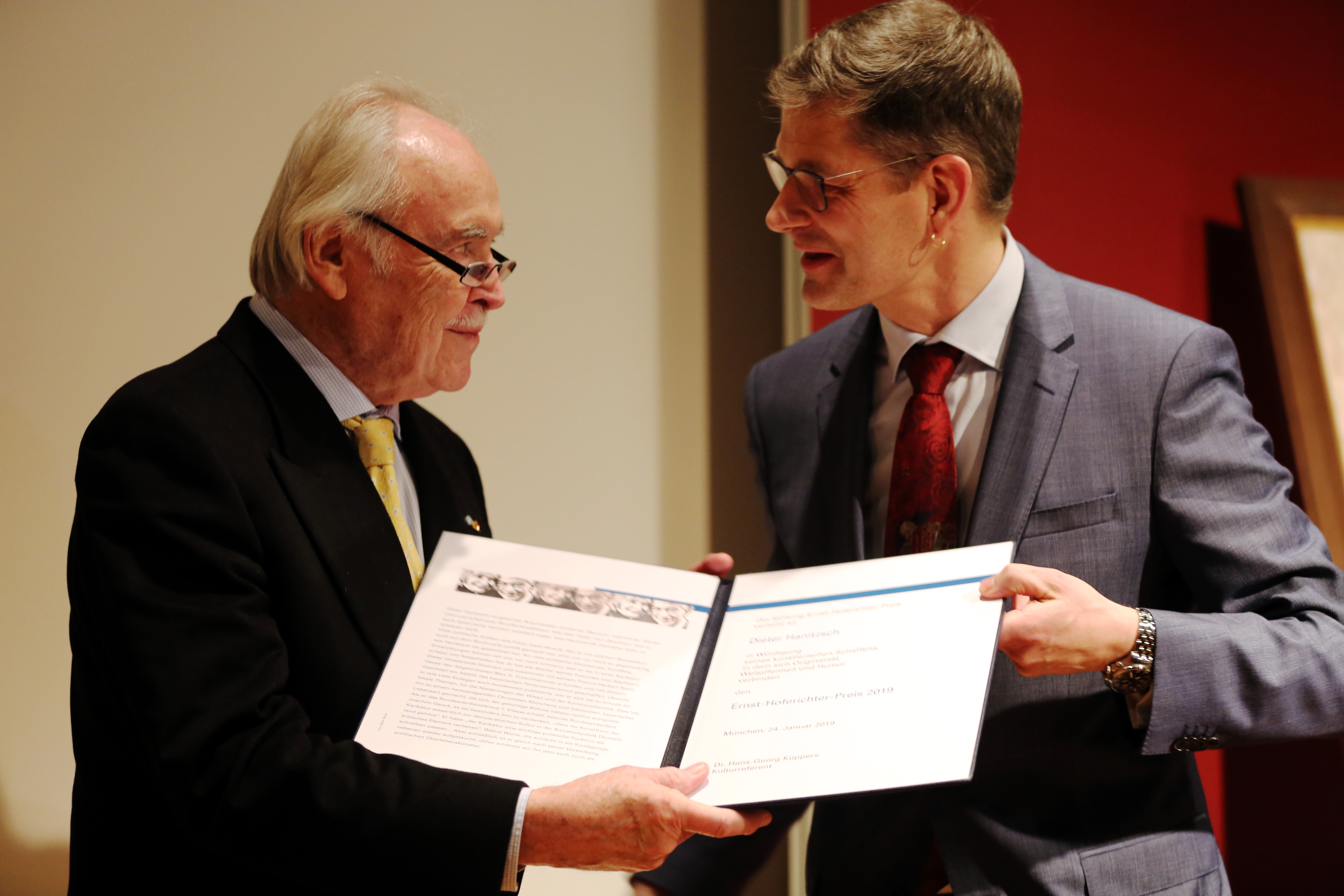
Verleihung des Ernst-Hoferichter-Preises 2019 durch Arne Ackermann, Direktor der Münchner Stadtbibliothek

- 1995: Erster Preis bei der Gothaer Karikade
- 1998: Oberbayerischer Kulturpreis
- 2001: Publizistikpreis der Landeshauptstadt München
- 2003: Bundesverdienstkreuz am Bande
- 2007: Bayerischer Verdienstorden
- 2013: Pro meritis scientiae et litterarum
- 2014: Bundesverdienstkreuz 1. Klasse
- 2016: Ehrenpreis der Freien Berufe
- 2017: München leuchtet in Gold
- 2018: Bayerischer Kabarettpreis Jubiläumspreis[19]
- 2019: Ernst-Hoferichter-Preis
- 2023: Kulturpreis Bayern[20]

## Bücher (Auswahl)
- Meine besten Karikaturen vom Sonntagsstammtisch. (2010)
- ICH, Franz Josef. (1982)
- Gott mit dir, du Land der Bayern. (mit Josef Ebner, 2005)
- Die verkaufte Haut. (mit Dieter Hildebrandt, 1994)
- Walter Sedlmayrs Salvatorreden. (mit Hannes Burger, Ernst Hürlimann, Ernst Maria Lang, 1987)
- Ayinger G’schicht’n. (mit Dieter Appel und Josef Rampl, 1996)
- Ayinger G’schicht’n 2. (mit Dieter Appel und Angela Inselkammer, 2005)
- Was bleibt mir übrig. Anmerkungen zu meinen 30 Jahren Kabarett. (mit Dieter Hildebrandt, 1986)
- Gedächtnis auf Rädern. (mit Dieter Hildebrandt, 1997)
- Ude – die Reden. (mit Christian Ude)
- Zu Gast bei Christiane Herzog. (mit Christiane Herzog und Christian von Alvensleben, 1997)
- Golf ist nichts für Feiglinge. (mit Ernst Fischer, 2012)
- Die STASI-Akte des Franz-Josef-Strauß. (1992)
- Waigel ist ein Hase. (1996)
- Der total perfekte Tennisspieler. (1986)
- Der total perfekte Tischtennisspieler. (1993)
- Wir Baiern sind ja gar nicht so. (mit Carolin Reiber, 1988)
- Ein Kanzler namens Schmidt. (1980)
- Wahnsinnswies’n – letzte Wahrheiten über das Oktoberfest. (mit Ernst Fischer und Wolfgang Görl, 2009)
- Der Große Max: Aus dem Tagebuch des CSU-Abgeordneten Max G. Froschhammer. (mit Herbert Riehl-Heyse, 2002)
- Politiker derblecken beim Salvator. Hinter den Kulissen vom Nockherberg. (mit Hannes Burger, 1998)
- Der total perfekte Beamte. (1987)
- Faria Faria Ho. (mit Dieter Hildebrandt und Hanns-Christian Müller, 1985)
- ICH, Franz Josef. (1988)
- ICH, und die anderen. (1979)
- Links verbrannt und rechts verkohlt. Politische Witze und Cartoons. (mit Peter Leukefeld, 1983)
- Fröhliche Bierwelt. (mit Fritz L. Schmucker, 2001)
- Die total perfekte Sekretärin. (mit Toni Schmid, 1993)
- Helmut Kohl, mein Doppelgänger. (1990)
- Mir san mir! 50 Jahre Freistaat im Spiegel der Karikatur. (mit Herbert Riehl-Heyse, 1996)
- Ausgebucht. Mit dem Bühnenbild im Koffer. (mit Dieter Hildebrandt, 2006)
- EURO-Spot(t). (1998)
- UDE, Karikaturen aus 10 Amtsjahren. (2001)
- Es ist nicht immer zum Lachen. (2003)
- Mops-Klops. (mit Rolf Cyriax, 1988)
- Goethe, der größte Chirurg. (mit Johannes Horn, 2000)
- Der total perfekte Vater. (mit Toni Schmid, 1992)
- Liebe ist… Pferde-Liebe ist…. (1999)
- Franz Josef, I. (1987)
- Ich liebe Biertrinker. (mit Günter Stein, 1989)
- Krieger. Denk mal! (mit Dieter Hildebrandt, Hanns-Christian Müller, 1984)
- GeBallter Humor. Fussballkarikaturen aus aller Welt. (2006)
- Wir schaffen uns schon noch. Karikaturisten sehen Rinder und anderen Wahnsinn. (mit Hans Dollinger, 2001)
- Der Wunschkanzler: Knaurs unentbehrlicher Ratgeber zur Bundestagswahl 1987. (mit Rolf Cyriax, 1986)
- Der wunderbare Gartenzwerg. (mit Rolf Cyriax, 1981)
- Vater unser – gleich nach der Werbung. (2003)
- Denkzettel. (mit Dieter Hildebrandt, 1992)
- Gedächtnis auf Rädern. (mit Dieter Hildebrandt, 1997)
- Weißblaue Malaisen. Gereimte Seufzer zur bayerischen Historie. (mit Bernhard Ücker, 1985)
- Fernsehspitzen. Drei Zeichner auf Sendung im Bayern-Report. (mit Heinz Burghart, 1986)
- Nicht nur Kleider machen Leute. (mit Rudolph Moshammer, 1979)
- Es geht scho’ aufwärts. (mit Helmut Zöpfl, 1983)
- Weiß-blaue Lach- und Schmunzel-Parade. (mit Alfons Schweiggert, 1995)
- Wir sind das Volk der Gartenzwerge. (mit Rolf Cyriax, 1981)
- Spendenquittung. (mit Hans Dollinger, 2000)
- So treiben es die Bayern. (mit Ernst Fischer, 1992)
- Kann denn Kirche komisch sein? (2000)
- Letzte Zugabe. (mit Dieter Hildebrandt, 2014)
- Der Wolpertinger. (mit Paul Schallweg, 2015)
- Nie wieder achtzig! (mit Dieter Hildebrandt, 2008)
- Typisch OSSI, typisch WESSI. (mit Michael Jürgs, Angela Elis, 2006)
- Dieter Hildebrandt: Was aber bleibt. Texte aus fünf Jahrzehnten. Zeichnungen von Dieter Hanitzsch, Blessing, München 2017, ISBN 978-3-89667-575-0.

## Fernsehsendungen
- 1990–1994: Floris Zapp Zarapp
- 2004–2015: Der Grosse Max
- 2007–2018: Der Sonntags-Stammtisch beim BR Fernsehen